# 林修
林修（1965年9月2日—）是日本補習班教師，於東進衛星預備校教授現代語言。2013年，因為在該校廣告中的一句「何時開始做？就是現在吧！」（いつやるか？今でしょ！）而爆紅，因而獲得大量在媒體曝光的機會，之後與渡边娱乐簽約，進而踏入演藝圈。其金句「就是現在吧！」成為2013年新語、流行語大賞的四句得獎句子之一。

## 經歷

### 初期
林修在1965年生於愛知縣名古屋市，畢業自東海高等學校、東京大學法學部。1989年畢業後，加入日本長期信用銀行工作，唯不久後覺得「這家公司會倒閉」，數月後就離職。不過，其後三年未能找到固定工作，只能住在狹小的房間，曾負債累累。1992年，加入大學升學補習社東進高校，成為補習班教師。

### 成名
2011年，林修曾出演東進高校的電視廣告。當中由他說的一句「何時開始做？就是現在吧！」（いつやるか？今でしょ！）在兩年後，即2013年在日本爆紅，為他帶來大量在媒體上曝光的機會，包括廣告、電視節目等等。他跟娛樂經紀公司渡邊娛樂（ワタナベエンターテインメント）簽約的消息在同年8月12日公開，同月其首個冠名綜藝節目《林修老師的就是現在高中》（林修先生の今やる!ハイスクール）在朝日電視台播出。
2013年末，「就是現在吧！」（今でしょ！）成為該年新語、流行語大賞的四句得獎句子之一。林修就此表示這句話「真的是上課中的一句普通說話，說出這句話的我自己並沒有意識到（有這麼大的影響力）」，相當感謝公眾將這句話捧成流行語，並指人生因此大大改變。獲獎後，林修於富士電視台的首個冠名特別節目（知らなかった!!林先生の誰も教えてくれない日本語）於12月22日下午播映。

## 媒體出演

### 電視節目
- 森田一義時間 笑一笑又何妨！（2013年2月25日－，富士電視台）：星期一常規成員
- 林修老師的就是現在高中（林修先生の今やる!ハイスクール，2013年8月6日－9月24日，朝日電視台）

## 著作
- （寶島社，2012年3月10日） ISBN 978-4796696715
- （寶島社，2013年4月15日） ISBN 978-4800209092
- （寶島社，2013年8月26日） ISBN 978-4800214744
- （寶島社，2013年10月4日） ISBN 978-4800218117
- （集英社，2013年10月4日） ISBN 978-4087815368

## 外部連結
- 個人博客 （页面存档备份，存于）（日語）
- 經紀公司個人介紹頁 （页面存档备份，存于）（日語）
- 補習社個人介紹頁 （页面存档备份，存于）（日語）